# Préjano
Préjano tỉnh và cộng đồng tự trị La Rioja, phía bắc Tây Ban Nha. Đô thị này có diện tích là 42,40 ki-lô-mét vuông, dân số năm 2009 là 237 người với mật độ 5,59 người/km². Đô thị này có cự ly 11 km so với Logroño.